# Distichirhops
Distichirhops é um género botânico pertencente à família Phyllanthaceae.